# Singer Éva
Singer Éva (1961-től Kármentő Andrásné / Kármentő Éva) (Budapest, 1937. augusztus 3. – Kiskunlacháza, 2023. július 2.) Balázs Béla-díjas magyar  filmvágó, érdemes művész.
Nagybátyja Illés György operatőr.

## Élete
Szülei Singer László (1907–1945) színész, elektrotechnikus és Illés Erzsébet (1908–1958) színházi alkalmazottak voltak. Apai nagyszülei Singer Bernát kereskedő és Fleischer Fáni, anyai nagyszülei Illés (Jeitelesz) Móric (1883–1944) szabósegéd és Sterk Berta voltak. 1956–1960 között a Színház- és Filmművészeti Főiskola hallgatója volt. 1960–1966 között a Mafilm vágóasszisztenseként dolgozott. 1967-től a Mafilm vágójaként dolgozott.
Férje Kármentő András festőművész volt.

## Filmjei
- A tér (1961)
- Bohóc a falon (1967)
- A múmia közbeszól (1967)
- Szevasz, Vera! (1967)
- Bors (1968)
- Tiltott terület (1969)
- Ismeri a szandi mandit? (1969)
- Szeressétek Odor Emiliát! (1969)
- Gyula vitéz télen-nyáron (1970)
- Ítélet (1970)
- N.N., a halál angyala (1970)
- Madárkák (1971)
- Nyulak a ruhatárban (1971)
- Sárika, drágám (1971)
- A magyar ugaron (1972)
- A legszebb férfikor (1972)
- Magyar vakáció (1972)
- Nápolyt látni és… (1972)
- Utazás Jakabbal (1972)
- Álljon meg a menet! (1973)
- Régi idők focija (1973)
- Ámokfutás (1974)
- Autó (1974)
- Idegen arcok (1974)
- Jutalomutazás (1975)
- A járvány (1975)
- Kenyér és cigaretta (1975)
- Örökbefogadás (1975)
- Herkulesfürdői emlék (1976)
- Kilenc hónap (1976)
- Talpuk alatt fütyül a szél (1976)
- Apám néhány boldog éve (1977)
- Ők ketten (1977)
- Riasztólövés (1977)
- Angi Vera (1978)
- Olyan, mint otthon (1978)
- Áramütés (1979)
- Szabadíts meg a gonosztól (1979)
- Csontváry (1980)
- Ki beszél itt szerelemről? (1980)
- Minden szerdán (1979)
- A svéd, akinek nyoma veszett (1980)
- Kettévált mennyezet (1981)
- A remény joga (1981)
- Ripacsok (1981)
- Szívzűr (1982)
- Visszaesők (1983)
- Hosszú vágta (1983)
- Napló gyermekeimnek (1984)
- Szerencsés Dániel (1985)
- Egy kicsit én, egy kicsit te (1985)
- A rejtőzködő (1985)
- Laura (1986)
- Vakvilágban (1987)
- Kiáltás és kiáltás (1987)
- Napló szerelmeimnek I-II. (1987)
- Piroska és a farkas (1988)
- Napló apámnak, anyámnak (1990)
- Sztálin menyasszonya (1991)
- A távollét hercege (1991)
- És mégis… (1991)
- Live Show (1992)
- A magzat (1994)
- Kis Romulusz (1995)
- Megint tanú (1995)
- Hello Doki (1996)
- Balekok és banditák (1997)
- Az én kis nővérem (1997)
- Hamvadó cigarettavég (2001)
- Az a nap a mienk (2002)
- A temetetlen halott (2004)

## Díjai
- Balázs Béla-díj (1984)
- Érdemes művész (1989)
- a filmszemle életműdíja (2003)